# Роджия, Лукас
Лу́кас Ра́мос Ро́джия (порт. Lucas Ramos Roggia; 21 января 1991, Санта-Мария, Риу-Гранди-ду-Сул) — бразильский футболист, нападающий клуба «Жувентус» из Жарагуа-ду-Сул.

## Карьера
Лукас Роджия начал карьеру в родном городе Санта-Мария. В 14 лет он переехал в школу клуба «Интернасьонал». Вместе с молодёжной командой смог дважды выиграть Кубок ФГВ, чемпионат Бразилии среди игроков младше 23 лет и один чемпионат штата Риу-Гранди-ду-Сул. С 2010 года Роджия стал привлекаться к тренировкам с основном составом «Интернасьонала». 31 июля 2011 года он дебютировал в основе команды в матче с «Атлетико Гоияниенсе», который завершился нулевой ничьей. В том же году он помог клубу выиграть чемпионат штата Риу-Гранди-ду-Сул и поехал с командой на Кубок Ауди, где играл против европейских команд, «Барселоны» и «Милана».
31 января 2012 года Роджия перешёл в «Милан», который арендовал футболиста на один год, но уже спустя полгода вернулся обратно. Пробиться в основной состав «Интернасьонала» ему не удалось, и в 2014 году Лукас перебрался в португальский «Бейра-Мар». Здесь он сыграл всего один матч, летом вернулся в Бразилию.

## Достижения
- Чемпион штата Риу-Гранди-ду-Сул: 2011, 2013
- Обладатель Кубка Пиратини: 2013